# منفذ تسلسلي
المنفذ التسلسلي (بالإنجليزية: Serial ports)‏ هو واجهة تخاطب فيزيائية تسلسلية تقوم بنقل المعلومات بين الحاسوب والطرفيات المربوطة إليه عن طريقها على مستوى بت واحد في وحدة الزمن
على الرغم من أن بعض المنافذ مثل الايثرنت، FireWire وUSB تستخدم المجاري التسلسلية فان مصطلح «المنفذ التسلسلي» يعرف العتاد المتوافق مع معيار RS-232 والذي يكون مربوط مع واجهة تخاطب في مودم أو أي جهاز اتصالات.
في الحواسب الحديثة تم استبدال المنفذ التسلسلي بالمنافذ المعروفة لدينا مثل USB وFireWire لوصل الطرفيات ومعظم هذه الحواسيب لاتحوي هذا المنفذ القديم منذ ان استبدل في معظم الاستخدامات
في الواقع لا زال هناك بعض التطبيقات التي تستخدم المنفذ التسلسلي مثل أنظمة إدارة المصانع، نظم التحليل العلمي وبعض نظم إدارة المخازن والمخدمات التي تستخدم المنافذ التسلسلية للتطبيقات التشخيصية. التجهيزات الشبكية (الموجهات Routers، والمحولات Switches) تستخدم الوحدة الطرفية التسلسلية للأغراض التحكمية واجراء الإعدادات.
في النهاية تبقى المنافذ التسلسلية مستخدمة نظرا لبساطتها وقلة كلفتها فضلا عن ان خصائص التحكم فيها معيارية بالإضافة إلى أنها لا تحتاج الا اليسير من الدعم البرمجي من قبل النظام المضيف

## البنية العتادية
بعض الحواسب مثل حواسب الـ IBM تستخدم دارة متكاملة تدعى دارة مرسل مستقبل غير متزامن شامل التي تحول المحارف من وإلى الشكل التسلسلي اللامتزامن أي انها تعنى بالتوقيت وتاطير المعلومات
الأنظمة منخفضة الكلفة مثل بعض الحواسب المنزلية القديمة تستخدم وحدة المعالجة المركزية لترسل المعلومات إلى دبابيس (pins) الخرج مستخدمة ما يدعى بتقنية تقسيم البت (bit-banging).
 من قبل ظهور تقنية التجميع العالي (Large-Scale Integration LSI) كانت دارة مرسل مستقبل غير متزامن شامل المتكاملة دارجة الاستعمال 
وكانت minicomputers وmicrocomputers تستخدم عدة دارات ذات تجميع منخفض لتنفيذ عمليات سجل الإزاحة، البوابات المنطقية، العدادات وكافة العمليات المنطقية للمنافذ التسلسلية
الحواسب المنزلية القديمة غالبا ما تملك منافذ تسلسلية تحوي على دبابيس خرج (pinouts) ومستويات جهد كهربائي غير متوافقة مع معيار RS-232 حيث أن العمليات الداخلية في الأجهزة التي تعتمد RS-232 مستحيلة بالنسبة لتلك المنافذ بالإضافة إلى أنها لاتستطيع تحمل مستويات الكمون الناتجة لذلك فان هذه الحواسب تحمل بعض الاختلافات عن المعيار RS-232 تحصر مستخدمها لان يلتزم بمنتجات بعض المصانع المحددة
المعالجات ذات الكلفة المنخفضة تقدم الآن سرعات عالية نسبيا لكن بالمقابل تعقيد أكبر وبالتالي تطور معايير الاتصال التسلسلية مثل USB وFireWire أدت إلى استبدال معيار الـ RS-232 وهذا ماجعلها قابلة للوصل بأجهزة غير معدة لتلائم هذه السرعات بسبب الوصل التسلسلي البطيء ومثالا على ذلك وسائط التخزين
العديد من لوحات الام الخاصة بالحواسب الشخصية مجهزة بمنفذ تسلسلي واحد على الأقل بينما الأجهزة المحمولة قد تلغي وجود هذا المنفذ من أجل ان تكسب المساحة على الرغم من بقاء تقنيات المنفذ مضمنة فيها
RS-232 عد كمعيار للمنافذ التسلسلية لوقت طويل حيث أن الدارات التي يتحكم فيها عن طريق المنفذ التسلسلي ذات كلفة رخيصة ومتواجدة في الأسواق

## التوصيل
على الرغم من أن معيار RS-232 حدد 25 دبوس (pins) من النوع (وصلة D-Type) إلا أن معظم مصممي الحواسب الشخصية اقتصروا على مجموعة جزئية منها التي تحقق المعايير الكاملة حيث اثروا إستراتيجية الكلفة الأقل والوصلات الأقل على التوافق الكامل مع المعايير وبالخصوص إصدار DE-9 الذي أنشأ من قبل (IBM PC-AT) وبنفس الوقت كان المنفذ التسلسلي ذو التسعة دبابيس (pins) هو الأكثر شهرة نظرا لكلفته القليلة ولاشغاله مساحة اقل
على كل حال التعريف بالوصلة التسلسلية ذات التسعة دبابيس لا تعبر بالشكل الوافي عن ميزات المنفذ التسلسلي حيث أن هذا المنفذ يستخدم في مقابض الألعاب والفيديو كما أن له استعمالات عديدة

## التمثيل البرمجي للعتاد
نظام التشغيل يستخدم عادة اسم رمزي ليشير إلى المنفذ التسلسلي، فأنظمة الـ Unix تعنون الأجهزة المتصلة بالشكل /dev/tty* حيث tty اختصار إلى teletype والنجمة عبارة عن محارف نصية تعبر عن الطرفية بحيث محتوى المحارف يعتمد على نظام التشغيل واسم الطرفية
في أنظمة مايكروسوفت مثل MS-DOS وWindows يعبر عن المنفذ التسلسلي كمنفذ COM مثل COM1، COM2
في أنظمة Linux، 8250/6550 UART العتاد الموصول على المنفذ التسلسلي يعبر عنه بالشكل الاتي /dev/tty*
فالـ USB يظهر بالشكل الاتي /dev/ttyUSB* وهناك عدة منافذ تسلسلية لاتحوي بالضرورة على ترويسة tty

## التطبيقات التي تستخدم المنفذ التسلسلي
•	Computer terminal
•	Dial-up modems
•	Printers
•	Networking (Macintosh AppleTalk at 230.4kbit/s)
•	Serial Mice
•	Older Joysticks
•	GPS receivers (typically NMEA 0183 at 4800bit/s)
•	Older GSM phones
•	Satellite phones, low-speed satellite modems and other satellite based transceiver devices
•	Microcontroller, EPROM and other programmers
•	Bar code scanners and other point of sale devices
•	LED and LCD text displays
•	Homemade electronic devices
•	Older digital cameras
•	Test and measuring equipment such as digital multimeters and weighing systems
•	Updating Firmware on various consumer devices.
•	some CNC controllers

## الإعدادات
هنالك عدة اعدادات مطلوبة لتحقيق الاستخدام الأمثل للوصلة التسلسلية من أجل توصيلات ابدا-توقف اللامتزامنة، لاختبار السرعة، عدد خانات (بتات) البيانات من أجل كل محرف خانة كشف الخطا وعدد خانات التوقف من أجل كل محرف
في المنافذ التسلسلية الحديثة التي تستخدم دارة مرسل مستقبل غير متزامن شامل المتكاملة كل الإعدادات هي معدة برمجيا
في الثمانينات وما قبلها كان العتاد الإلكتروني يستخدم محولات تستخدم في الإعدادات أو قافزات (jumbers) على لوحة الدارة الإلكترونية وتوضيحا لذلك ما يجري في المنافذ التي تستعمل المعيار التسلسلي في النقل مثل الايثرنت، USB، FireWire حيث أنها تستخدم لعملية النقل متحولات ذات قيم ثابتة (متحولات تتحكم بعملية النقل) لا يستطيع المستخدم تغييرها ولا يحتاج إلى ذلك فسرعة النقل على سبيل المثال اما انها ذات قيمة ثابتة أو انها تحدد بشكل الي عن طريق التخاطب بين الأجهزة فاذا تم ادخال اعدادات لهذه العملية بشكل خاطئ فلن يؤدي ذلك إلى فقدان الاتصال فمعلومات الاعداد المرسلة لن تؤخذ بعين الاعتبار من قبل الطرفية

## السرعة
المنفذ التسلسلي يستخدم تاشير ثنائي المرحلة (التاشير الثنائي) ومعدل البيانات بالبتات في الثانية مساوي لمعدل الترميز في باود (Boud) وهو وحدة قياس سرعة الاتصال
هنالك سلسلة من معايير المعدلات المبنية على أساس مضاعفات معدلات الخاصة بالمبارق الكاتبة الميكانيكية الكهربائية. بعض المنافذ التسلسلية تسمح باختيار العديد من المعدلات الاعتباطية بحيث تتوافق سرعة المنفذ مع سرعة الطرفية، فالقدرة على تحديد معدل ترميز لا يعطي بالضرورة نتيجة للاتصال الفعال كما أنه ليس كل معدلات الترميز ممكنة مع كل المنافذ التسلسلية هنالك بعض البروتوكولات الخاصة والموجهة لاهداف معينة مثل بروتوكول MIDI المستخدم في التحكم بالالات الموسيقية يستخدم معدل بيانات مختلف عما يخص سلسلة المبارق (telePrinters)
تقوم بعض أنظمة المنافذ التسلسلية بتحديد معدل الترميز بشكل الي تضمن للسرعة خانات من أجل التاطير (خانات التوقف، خانة كشف الخطا Parity، الخ..) لذلك فان معدل البيانات الفعال اقل من معدل نقل الخانة ومثال على ذلك طريقة 8-N-1 في تاطير المحارف حيث أن 80% من الخانات هي متاحة للمعلومات (من أجل كل 8 بتات بيانات من المعلومات هنالك خانتان للتاطير تبعث معها)

## خانة المعلومات
عدد خانات المعلومات في كل محرف قد يكون 5 بتات (ترميز بودو Boudot Code) أو 6 (نادر الاستخدام) أو 7 (يستخدم في أسكي) أو 8(يستخدم لاي نوع من البيانات حيث أنه يقابل حجم البايت) أو 9 (نادر الاستخدام)
استخدام 8 خانات (بتات) هو الأكثر شيوعا في التطبيقات الحديثة في حين ان 5 أو 7 بتات متوافقة بشكل عام مع المعدات القديمة مثل المبارق
معظم تصاميم الاتصالات التسلسلية ترسل بتات البيانات يتقجمها في كل بايت (Least-Significant Bit LSB) البت الأقل أهمية وهذا المعيار يشار إليه "little endian " وأيضا يستخدم – ولكن نادرا – البت الأكثر أهمية (Most-Signifcant Bit MSB) " big endian". عادة ما يكون ترتيب الخانات غير معد لكن البيانات تقوم بعملية تبديل البايت قبل أن يحدث الإرسال.

## خانة كشف الخطأParity
```
(
Parity
) هي طريقة تستخدم لاكتشاف الأخطاء في النقل تستخدم هذه الطريقة في المنافذ التسلسلية وهو عبارة عن بت واحد يضاف لكل واحد بايت بحيث يكمل عدد الواحدات فيه اما إلى زوجي أو إلى فردي حسب نوع (
Parity
) فعندما يتم استقبال بايت مخالف للشرط فخانة (
Parity
) تدل على أن هذا البايت معطوب لكن في حال كان عدد الأخطاء هو زوجي قد يجتاز هذا الخطا اختبار (
Parity
)
```

## خانة التوقف
خانات التوقف ترسل في نهاية كل محرف لتدل على أن الطرفية المستقبلة على نهاية المحرف المرسل (ولتعيد ضبط التزامن مع إرسال المحارف) الأجهزة الكهربائية تستخدم بت واحد للدلالة على التوقف
التمثيلات المعيارية
التمثيل D/P/S والذي يدل على (Data/Parity/Stop) يعرف بتاطير البيانات في الاتصالات التسلسلية التمثيل الأكثر استخداما في الحواسب الصغرية هو 8-N-1 والذي يدل على 8 خانات للمعلومات – لا يوجد خانة parity بالإضافة إلى 1 بت للتوقف (8 data bits-no Parity – 1 stop bits) وفي هذا التمثيل خانة كشف الخطا غير مضمنة مع خانات البيانات. التمثيل (7e1) يدل على أنه يوجد خانة كشف خطا Parity من النوع الزوجي even حيث مجموع الخانات 8 وهي سبع خانات بيانات + بت Parity